# A budapesti Városligeti fasor épületei
Az alábbi lista a budapesti Városligeti fasor épületeit tartalmazza. Az üres telkek kék színnel kiemelve jelennek meg a listában.

## 1-10.
| Kép | Házszám | Név                                                            | Építés ideje                   | Tervező                               | Megjegyzés |
| --- | ------- | -------------------------------------------------------------- | ------------------------------ | ------------------------------------- | --- |
|     | 1.      | Seemann-bérház                                                 | 1892–1893                      | Fekete Elek                           | |
|     | 2.      | lakóház                                                        | 1892                           | Paulheim János                        | |
|     | 3.      | Ney-villa                                                      | 1896–1897                      | Mann József                           | Itt működik a Baross Imre Artistaképző Szakközépiskola és Szakiskola (volt Állami Artistaképző Intézet, 2020-ban a neve: Baross Imre Artistaképző Intézet Előadó-művészeti Szakgimnázium, Gimnázium, Technikum és Alapfokú Táncművészeti Iskola).                          |
|     | 4.      | Spitz-villa                                                    | 1895                           | Hudetz Antal                          | Ma a 4-6. szám alatt a Budapest VI. Kerületi Derkovits Gyula Általános Iskola működik. |
|     | 6.      | villa                                                          | 1921                           | Halász András                         | Ma a 4-6. szám alatt a Budapest VI. Kerületi Derkovits Gyula Általános Iskola működik. |
|     | 5-7.    | Fasori református templom                                      | 1911–1913                      | Árkay Aladár                          | |
|     | 8/a.    | a Szent Család Egyházközség modern-bérháza                     | 1942                           | Bauer Gyula és Schmitterer Jenő       | Korábban egy villa állt a helyen (Ullmann Gyula, 1908). |
|     | 8/b.    | a Szent Család Egyházközség modern-bérháza                     | 1941                           | Szivessy Tibor                        | A 8/a. mögött helyezkedik el, az utcáról nemigen látható. |
|     | 8/c.    | a Szent Család Egyházközség modern-bérháza                     | 1938                           | Bauer Gyula és Schmitterer Jenő       | |
|     | 9-13.   | Fasor Szanatórium (1949–2007 között a BM. Korvin Ottó Kórháza) | 1890-es évek (több részletben) | Quittner Zsigmond és több más építész | Épületek: Herczel-szanatórium (1897, építész: Quittner Zsigmond), a Grünwald-szanatórium (1892–1893, építész: Schannen Ernő) és a Glück-szanatórium (1886–1887, építőmester: Vezelka Venanto, már 1948/1949-ben elbontották). A kórház több épületét 2021-ben elbontották. |
|     | 10.     | villa                                                          | 1908                           | Ullmann Gyula                         | Ma: a Pedagógusok Szakszervezete székháza. |

## 11-20.
| Kép | Házszám | Név                                                             | Építés ideje                                                    | Tervező                                                         | Megjegyzés |
| --- | ------- | --------------------------------------------------------------- | --------------------------------------------------------------- | --------------------------------------------------------------- | --- |
|     | 12.     | Ráth György-villa                                               | 1880                                                            | Unger Emil (mai állapot: Györgyi Géza)                          | Korábban egy másik villa állt a helyen (Weschelmann Ignác, 1871). Szecessziós múzeum működik benne 2018-tól. Előtte itt a Hopp Ferenc Ázsiai Művészeti Múzeum kiállítóhelye volt. |
|     | 14.     | villa                                                           | 1880 k.                                                         | tervező nem ismert                                              | Az épületben működik: Lengyelország budapesti nagykövetsége. |
|     | 15.     | a telken nincs épület, a Reformációi Emlékparkot alakították ki | a telken nincs épület, a Reformációi Emlékparkot alakították ki | a telken nincs épület, a Reformációi Emlékparkot alakították ki | a telken nincs épület, a Reformációi Emlékparkot alakították ki |
|     | 16.     | az Osztrák-Magyar Tisztviselő Egylet villája                    | 1910 k.                                                         | tervező nem ismert                                              | Korábban egy villa állt a helyen (1890-1891, kivitelező: Klein H. János). Az épületben működik a Lengyel Köztársaság Budapesti Nagykövetsége.                                     |
|     | 17-21.  | Fasori evangélikus templom                                      | 1905                                                            | Pecz Samu                                                       | Korábban egy villa állt a helyen (1863, Lohr Antal). |
|     | 17-21.  | Budapest-Fasori Evangélikus Gimnázium                           | 1903–1904                                                       | Pecz Samu                                                       | Korábban egy villa állt a helyen (1863, Lohr Antal). |
|     | 18.     | villa                                                           | 1905 k.                                                         | tervező nem ismert                                              | |
|     | 20.     | Spitz-villa                                                     | 1896                                                            | tervező nem ismert                                              | |

## 21-30.
| Kép | Házszám | Név                 | Építés ideje | Tervező | Megjegyzés |
| --- | ------- | ------------------- | --- | --- | --- |
|     | 22.     | lakóház             | 1897–1898 | Quittner Zsigmond | Az épületben működik: a Kínai Népköztársaság Magyarországi Nagykövetsége. |
|     | 23.     | Schwarz-villa       | 1902–1903 | Vidor Emil | |
|     | 24.     | Egger-villa         | 1901–1902 | Vidor Emil | |
|     | 25-27.  | üres telek          | A területen jelenleg nem áll épület (2023), parkolónak használják. Korábban itt állt az Izraelita Fiúárvaház (1900, Wellisch Alfréd). A Mechanikai Laboratórium Híradástechnikai Kísérleti Vállalat egykori központja. | A területen jelenleg nem áll épület (2023), parkolónak használják. Korábban itt állt az Izraelita Fiúárvaház (1900, Wellisch Alfréd). A Mechanikai Laboratórium Híradástechnikai Kísérleti Vállalat egykori központja. | A területen jelenleg nem áll épület (2023), parkolónak használják. Korábban itt állt az Izraelita Fiúárvaház (1900, Wellisch Alfréd). A Mechanikai Laboratórium Híradástechnikai Kísérleti Vállalat egykori központja. |
|     | 26.     | Monasteriotti-villa | 1934 | Barát Béla és Novák Ede | Korábban egy villa állt a helyen (1900, tervező nem ismert). Az épületben működik: Indonézia budapesti nagykövetsége.                                                                                                  |
|     | 28.     | Hubay-villa         | 1893 | tervező nem ismert | |
|     | 29.     | villa               | 1895 | Schickedanz Albert és Herzog Fülöp Ferenc | |
|     | 30.     | villa               | 1900 k. | tervező nem ismert | |

## 31-40.
| Kép | Házszám | Név                                           | Építés ideje           | Tervező            | Megjegyzés |
| --- | ------- | --------------------------------------------- | ---------------------- | ------------------ | --- |
|     | 31.     | Székács-villa                                 | 1909–1910              | Sebestyén Artúr    | |
|     | 32.     | Balló-villa                                   | 1900                   | tervező nem ismert | Korábban egy földszintes lakóépület állt itt (1853, kivitelező: Wagner János).                                  |
|     | 33.     | Vidor-villa (Vidor Zsigmond háza)             | 1904–1905              | Vidor Emil         | Az épületben működik a Liszt Ferenc Zeneművészeti Egyetem Bartók Béla Kollégiuma.                               |
|     | 34-36.  | Andrássy-palota                               | 1911–1912              | Gyalus László      | Az ÁÉB Bank Zrt. működik benne.                                                                                 |
|     | 35/a.   | Ádám-villa                                    | 1920 k.                | tervező nem ismert | |
|     | 35/b-c. | a Magyar Állam Külügyminisztériumának épülete | 1970–1971              | Iványi László      | Korábban egy villa állt a helyen (1865, Hild József).                                                           |
|     | 37.     | modern épület                                 | építési idő nem ismert | tervező nem ismert | |
|     | 38.     | villa                                         | 1910 k.                | tervező nem ismert | Ma: a Magyar Mozgókép Közalapítvány székháza. Korábban egy villa állt a helyen (1880, kivitel: Klein H. János). |
|     | 39-41.  | Magonc Óvoda                                  | 1970 k.                | tervező nem ismert | Korábban egy villa állt a helyen (1890 k., Korb Flóris és Giergl Kálmán).                                       |
|     | 40.     | Stern-Révész villa                            | 1911 vagy 1914–1915    | Révész Sámuel      | Korábban egy villa állt a helyen (1860, Hild Károly).                                                           |

## 41-50.
| Kép | Házszám | Név                                                                | Építés ideje        | Tervező                                                    | Megjegyzés                                                                                                  |
| --- | ------- | ------------------------------------------------------------------ | ------------------- | ---------------------------------------------------------- | --- |
|     | 42/a-b. | lakóház                                                            | 1912 vagy 1923–1925 | Révész Sámuel és Kollár József                             | |
|     | 43.     | Városligeti Bölcsőde                                               | 1970 k.             | tervező nem ismert                                         | Korábban egy földszintes lakóépület állt a helyen (1887, Baumann és Kölber).                                |
|     | 44.     | Basch-villa                                                        | 1908–1909 vagy 1912 | Révész Sámuel és Kollár József                             | |
|     | 45.     | Wodianer ház                                                       | 1907 vagy 1908      | Vidor Emil                                                 | Az épületet a Magyar Katolikus Püspöki Konferencia használja.                                               |
|     | 46-48.  | Magyar Építőipari Munkások Országos Szövetségének egykori székháza | 1948–1950           | Gádoros Lajos, Perényi Imre, Preisich Gábor, Szrogh György | A páros oldal utolsó épülete. Helyén korábban a Lipótvárosi Kaszinó nyári épülete állt (Vágó József, 1916). |
|     | 47.     | Kőrössy-villa                                                      | 1899–1900           | Kőrössy Albert Kálmán, Sebestyén Artúr                     | Ma ResoArt Villa néven működik.                                                                             |
|     | 49.     | Klösz-villa                                                        | 1894                | Schubert Ármin és Hikisch Lajos                            | Fasor Irodaház néven működik.                                                                               |
|     | 51.     | eklektikus középület                                               | 1887                | Pichler József                                             | 1911-ben átalakítva Reichl Kálmán és Löllbach Kálmán tervei szerint. A páratlan oldal utolsó épülete.       |

## Egyéb irodalom, külső hivatkozások
- Fürdős Zsanett: A pompás villákkal és vöröslő vadgesztenyefákkal szegélyezett Városligeti fasoron sétáltunk (welovebudapest.com, 2022. nov. 21.)
- Fürdős Zsanett: A főúri pompától a szecessziós izgalmakig – A Városligeti fasor csodás épületei (welovebudapest.com, 2023. jan. 5.)
- Gottdank Tibor: Vidor Emil, a műépítész, Balassi Kiadó Kft., Budapest, 2022, ISBN 9789634561248